# چاه سنگی برج
چاه سنگی برج مربوط به دوره صفوی است و در شهرستان کاشان، بخش مرکزی، دهستان کوهپایه، داخل روستای استرگ، جنب امامزاده زیارت واقع شده و این اثر در تاریخ ۲ مرداد ۱۳۸۷ با شمارهٔ ثبت ۲۳۰۱۸ به‌عنوان یکی از آثار ملی ایران به ثبت رسیده است.